# HD7676
HD7676 — хімічно пекулярна зоря спектрального класу A5, що має видиму зоряну величину в смузі V приблизно  8,3.
Вона  розташована на відстані близько 1028,9 світлових років від Сонця.

## Пекулярний хімічний вміст
Зоряна атмосфера HD7676 має підвищений вміст 
Cr
.